# Watertown (California)
Watertown è una città fantasma degli Stati Uniti d'America situata nella Contea di Kings, nello Stato della California. Si trovava a una distanza di circa 16 km a ovest di Lemoore.
Un ufficio postale fu attivo a Watertown tra il 1896 e il 1900.